# Karin Jöns

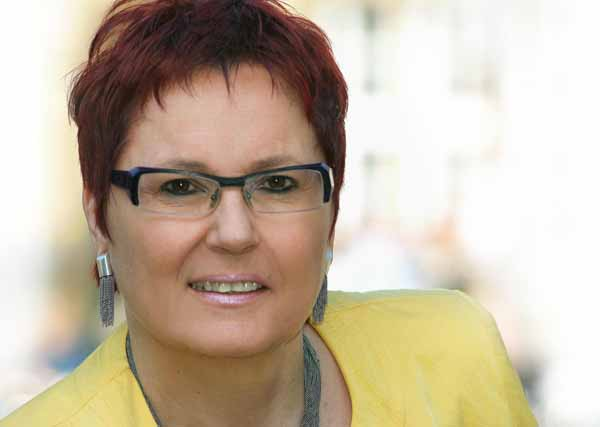
Karin Jöns im Jahr 2010

Karin Jöns (* 29. April 1953 in Kiel) ist eine deutsche Politikerin (SPD). Sie war von 1994 bis 2009 Mitglied des Europäischen Parlaments. Bei der Wahl zum Europäischen Parlament am 7. Juni 2009 verpasste Jöns als 25. auf dem Listenvorschlag der SPD, die nur 23 Mandate errang, den Wiedereinzug.

## Biografie

### Ausbildung und Beruf
Nach dem Abitur im Jahr 1973 in Heidelberg absolvierte Jöns ein Lehramtsstudium der Politikwissenschaft, der Geschichte und der Slawistik an der Universität Mannheim, welches sie mit einem Staatsexamen beendete (1977 in Politikwissenschaft und Geschichte, 1980 in Slawistik). Von 1975 bis 1977 war Karin Jöns wissenschaftliche Mitarbeiterin am Lehrstuhl für Internationale Beziehungen an der Universität Mannheim und darüber hinaus von 1976 bis 1980 freie Journalistin für verschiedene Tageszeitungen, u. a. Rhein-Neckar-Zeitung, Rheinpfalz und Mannheimer Morgen in Heidelberg, Ludwigshafen und Mannheim. Von 1978 bis 1980 arbeitete sie zudem als Redakteurin beim Hauptvorstand der ÖTV in Stuttgart.
Im Jahr 1981 wechselte sie nach Bonn, wo sie bis 1982 als Pressereferentin beim Senator für Bundesangelegenheiten der Freien Hansestadt Bremen arbeitete. Anschließend leitete sie bis 1986 das Büro des Bevollmächtigten der Bundesrepublik Deutschland für die deutsch-französischen Kulturbeziehungen in Bonn. Bis 1987 arbeitete sie als Referentin für Internationale und Europaangelegenheiten in der Staatskanzlei von Nordrhein-Westfalen in Düsseldorf. Daraufhin war sie mit dem Aufbau der Vertretung der Freien Hansestadt Bremen in Brüssel beauftragt.

### Politik
Jöns ist seit 1973 Mitglied der SPD. In den Jahren 1973 bis 1977 war sie Mitglied der Arbeitsgemeinschaft der Jungsozialistinnen und Jungsozialisten (Jusos), zuletzt stellvertretende Vorsitzende in Mannheim. Von 1979 bis 1980 war sie Mitglied des SPD-Kreisvorstands in Heidelberg. Sie gehörte von 1998 bis 2010 dem Landesvorstand der SPD Bremen an.
Von 1994 bis 2009 war Jöns Mitglied des Europäischen Parlaments in der SPE-Fraktion. Sie gehörte dem Ausschuss für Beschäftigung und soziale Angelegenheiten an und war Vorsitzende der European Parliamentary Group on breast cancer. Seit 2007 war sie zudem stellvertretende Vorsitzende der SPD-Europaabgeordneten im Europäischen Parlament und parlamentarische Geschäftsführerin.
Von 2009 bis 2011 war Jöns Mitglied im Bundesvorstand der SPD.
Im Jahr 2010 kandidierte sie bei einer Urabstimmung zur Landesvorsitzenden der SPD Bremen; dabei unterlag sie gegen Andreas Bovenschulte.

## Weitere Mitgliedschaften
- In den Jahren 2001 bis 2007 war sie Präsidentin von Europa Donna Deutschland, einer europäischen Vereinigung zur Bekämpfung von Brustkrebs.
- Seit 2008 ist Jöns Mitglied des Rundfunkrates von Radio Bremen und des Programmbeirats der ARD.